# Billy Madison
Billy Madison – amerykański film komediowy z 1995 roku. 

## Fabuła
Magnat hotelowy Brian Madison czuje się już zmęczony prowadzeniem swojego imperium i chciałby przejść na emeryturę. Nie wyobraża sobie jednak, by jego lekkomyślny, niewykształcony syn Billy zdołał poprowadzić rodzinny interes. Postanawia więc przekazać władzę swemu zastępcy, chorobliwie ambitnemu Ericowi Gordonowi, który szczerze nie znosi Billy'ego i gardzi nim. O swojej decyzji milioner powiadamia oficjalnie syna. Chłopiec prosi ojca, by dał mu ostatnią szansę. Obiecuje nadrobić w ekspresowym tempie braki w wykształceniu.

## Obsada
- Adam Sandler jako Billy Madison
- Darren McGavin jako Brian Madison
- Bradley Whitford jako Eric Gordon
- Bridgette Wilson-Sampras jako Veronica Vaughn
- Josh Mostel jako Max Anderson